# Luis Dellepiane
Luis José Dellepiane (Buenos Aires, 26 de abril de 1865-Federal, Entre Ríos, 14 de agosto de 1941) fue un ingeniero civil, militar y político argentino.

## Biografía
Nació el 26 de abril de 1865 en un hogar de familia acomodada. Con el rango de teniente general, participó en la política vinculada a la Unión Cívica Radical de la mano de Hipólito Yrigoyen.
En 1884 se egresa del Colegio Militar de la Nación con el grado de Teniente 2°, siendo asignado como destino el Regimiento 11 de Infantería. 
Ya con el grado de Coronel, tras el asesinato del Coronel Ramón Lorenzo Falcón perpetrado por el anarquista Simón Radowistky, es designado en 1909 como nuevo jefe de la Policía de la Capital, con el objeto de normalizar la situación en la que se encontraba la Ciudad de Buenos Aires, con respecto a las huelgas de trabajadores. Dellepiane sería reemplazado en el cargo por Eloy Udabe en 1912. 
En 1919, el presidente lo designó Comandante militar de Buenos Aires en momentos de la Semana Trágica. Así Dellepiane asumió el control de las fuerzas encargadas de reestablecer el orden, durante las jornadas en la que obreros reclamaban la reducción de la jornada laboral de 11 a 8 horas, mejores condiciones de salubridad, la vigencia del descanso dominical, el aumento de salarios y la reposición de los delegados despedidos. El presidente radical Yrigoyen mandó a reprimir, a través de Dellepiane, a los trabajadores de los Talleres Metalúrgicos Vasena, generando una gran cantidad de obreros asesinados y heridos. Durante este período toleró y alentó el accionar de la Liga Patriótica Argentina, grupo de choque parapolicial formado por jóvenes radicales y conservadores que produjeron violentos incidentes en todo Buenos Aires contra trabajadores, inmigrantes y judíos, asesinando a centenares de ellos. La represión ordenada por Dellepiane dejó un saldo de entre 141 y 700 muertos (según la fuente que se tome) y centenares de heridos. Este suceso es conocido también como el primer pogromo en América Latina, ya que la Liga Patriótica Argentina atacó con particular ensañamiento a personas de la comunidad judía local.
En 1928, tras la asunción de Yrigoyen en su segundo mandato, ejerció el rol de ministro de guerra. Tras no dársele crédito a las advertencias de parte de Dellepiane al presidente y a su círculo íntimo de que se estaba conspirando para derrocar al gobierno, presentó su renuncia al cargo -la cual fue aceptada de inmediato- el 3 de septiembre de 1930. A sólo tres días del primer golpe de Estado que se perpetraría en la Argentina en el siglo XX.
En diciembre de 1932 estalla el alzamiento radical del teniente coronel Atilio Cattáneo y el gobierno del general Agustín P. Justo arresta a todos los dirigentes radicales. Dellepiane es confinado en la isla Martín García junto a los expresidentes Alvear e Yrigoyen y otros dirigentes de la UCR.
En la docencia universitaria fue vicedecano de la Facultad de Ciencias Exactas, Físicas y Naturales donde dictó cátedras desde 1909. Asimismo, este destacado hombre de ciencia fue miembro de número de la Academia Nacional de Ciencias Exactas, Físicas y Naturales.
Junto a Perito Moreno y otras destacadas figuras fundó el 4 de julio de 1912 la Asociación de Boy Scouts Argentinos.
Fue padre de Luis Dellepiane Mastache, uno de los fundadores de FORJA y destacado político radical.